# Charles Shannon
Charles Shannon, dit Chuck Shannon, (né le 22 mars 1916 à Campbellford, province de l'Ontario au Canada - mort le 25 août 1974) est un joueur professionnel canadien de hockey sur glace. Il évoluait au poste de défenseur,.

## Carrière de joueur
En 1935, il a commencé sa carrière professionnelle avec les Stars de Syracuse dans la Ligue internationale de hockey. Il a évolué dans la Ligue nationale de hockey avec les Americans de New York et les Maroons de Montréal. Il met un terme à sa carrière en 1945 après une dernière saison avec les Hornets de Pittsburgh.

## Parenté dans le sport
Son frère Gerry Shannon était également professionnel.

## Statistiques
| Saison     | Équipe                    | Ligue      |    | Saison régulière | Saison régulière | Saison régulière | Saison régulière | Saison régulière |    | Séries éliminatoires | Séries éliminatoires | Séries éliminatoires | Séries éliminatoires | Séries éliminatoires |
| Saison     | Équipe                    | Ligue      | PJ | B                | A                | Pts              | Pun              | PJ               | B  | A                    | Pts                  | Pun                  |                      |                      |
| 1935-1936  | Stars de Syracuse         | LIH        | 0  | 10               | 14               | 24               | 16               |                  |    |                      |                      |                      |                      |                      |
| 1936-1937  | Stars de Syracuse         | IAHL       | 48 | 6                | 19               | 25               | 40               |                  |    |                      |                      |                      |                      |                      |
| 1936-1937  | Maroons de Montréal       | LNH        | -- | --               | --               | --               | --               | 5                | 0  | 1                    | 1                    | 0                    |                      |                      |
| 1937-1938  | Stars de Syracuse         | IAHL       | 43 | 8                | 19               | 27               | 33               |                  |    |                      |                      |                      |                      |                      |
| 1938-1939  | Stars de Syracuse         | IAHL       | 19 | 0                | 9                | 9                | 12               |                  |    |                      |                      |                      |                      |                      |
| 1938-1939  | Indians de Springfield    | IAHL       | 1  | 0                | 0                | 0                | 0                |                  |    |                      |                      |                      |                      |                      |
| 1939-1940  | Greyhounds de Kansas City | AHA        | 24 | 5                | 7                | 12               | 8                |                  |    |                      |                      |                      |                      |                      |
| 1939-1940  | Indians de Springfield    | IAHL       | 19 | 2                | 4                | 6                | 17               |                  |    |                      |                      |                      |                      |                      |
| 1939-1940  | Americans de New York     | LNH        | 4  | 0                | 0                | 0                | 2                | --               | -- | --                   | --                   | --                   |                      |                      |
| 1940-1941  | Bisons de Buffalo         | LAH        | 53 | 10               | 24               | 34               | 42               |                  |    |                      |                      |                      |                      |                      |
| 1941-1942  | Bisons de Buffalo         | LAH        | 55 | 6                | 13               | 19               | 42               |                  |    |                      |                      |                      |                      |                      |
| 1942-1943  | Hornets de Pittsburgh     | LAH        | 50 | 8                | 12               | 20               | 36               |                  |    |                      |                      |                      |                      |                      |
| 1943-1944  | Hornets de Pittsburgh     | LAH        | 42 | 3                | 12               | 15               | 4                |                  |    |                      |                      |                      |                      |                      |
| 1943-1944  | Reds de Providence        | LAH        | 1  | 0                | 0                | 0                | 0                |                  |    |                      |                      |                      |                      |                      |
| 1944-1945  | Hornets de Pittsburgh     | LAH        | 23 | 1                | 4                | 5                | 10               |                  |    |                      |                      |                      |                      |                      |
| 1946-1947  | Mohawks d'Owen Sound      | AHOSr      | 22 | 3                | 10               | 13               | 12               | 9                | 2  | 1                    | 3                    | 14                   |                      |                      |
| 1947-1948  | Patricias de Hamilton     | AHOSr      | 13 | 1                | 5                | 6                | 2                | 2                | 0  | 1                    | 1                    | 2                    |                      |                      |
| Totaux LNH | Totaux LNH                | Totaux LNH |    | 4                | 0                | 0                | 0                | 2                |    | 5                    | 0                    | 1                    | 1                    | 0                    |